# 圣阿尼昂 (涅夫勒省)
圣阿尼昂（法語：Saint-Agnan，法語發音：[sɛ̃.t‿aɲɑ̃]）是法国涅夫勒省的一个市镇，位于该省东部，属于希农堡（城）区。

## 地理
圣阿尼昂（47°19'5"N, 4°5'42"E）面积23.87 平方千米，位于法国勃艮第-弗朗什-孔泰大區涅夫勒省，该省份为法国中部省份，北至约讷省，西北接卢瓦雷省，西接谢尔省，南至阿列省，东南接索恩-卢瓦尔省，东临科多尔省。
与圣阿尼昂接壤的市镇（或旧市镇、城区）包括：圣日耳曼德莫代翁、圣布里松、卡雷莱通布、圣莱热沃邦、莫尔旺地区尚波、拉罗什昂布勒尼勒、圣迪迪耶、丹莱普拉斯。

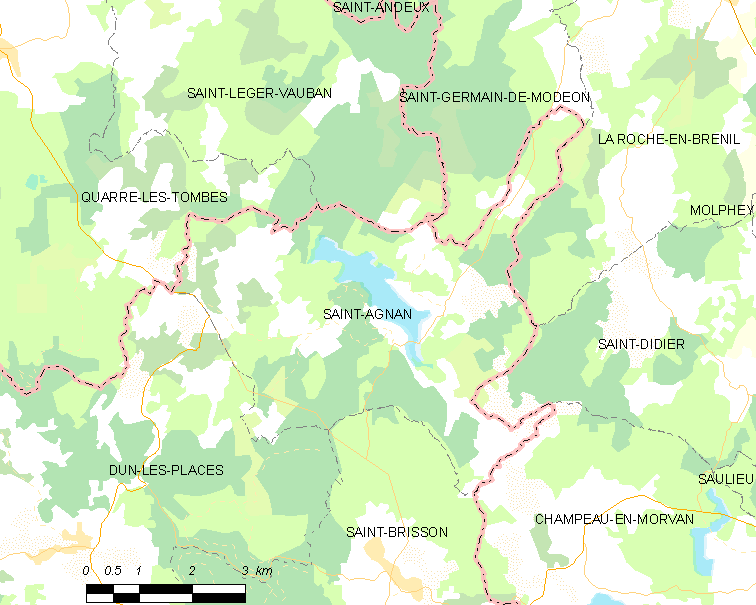
的OSM定位图

圣阿尼昂的时区为UTC+01:00、UTC+02:00（夏令时）。

## 行政
圣阿尼昂的邮政编码为58230，INSEE市镇编码为58226。

## 政治
圣阿尼昂所属的省级选区为希农堡县。

## 人口

1962-2008年间人口变化图示

圣阿尼昂于2022年1月1日时的人口数量为139人。